# Sebit Bruno Martinez
Sebit Bruno Martinez (Giuba, 4 luglio 1995) è un calciatore sudsudanese, centrocampista del Kator e della Nazionale sudsudanese.

## Carriera

### Club
Nel 2016 ha firmato un contratto per il Kator.

### Nazionale
Debutta in Nazionale l'8 ottobre 2015, in Sudan del Sud-Mauritania. Segna la sua prima rete con la maglia della Nazionale il 23 novembre 2015, in Sudan del Sud-Gibuti.